# Holsteen
Lo HDMS Holsteen è stato un vascello da 60 cannoni in servizio tra il 1774 e il 1801 nella Reale Marina dei Regni di Danimarca e Norvegia, e tra il 1801 e il 1814 nella Royal Navy britannica.

## Storia

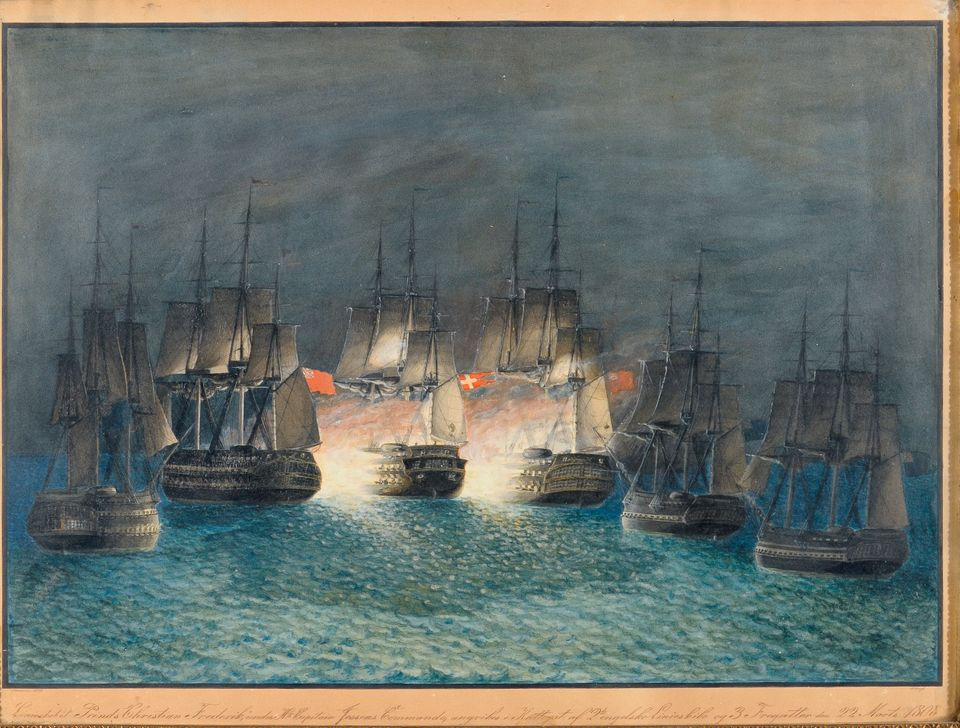
Battaglia di Zealand Point, 22 marzo 1808; raffigurante i vascelli HMS Nassau and Stately della squadra navale britannica che si avvicinano al vascello danese Prinds Christian Frederik.

Il vascello da 60 cannoni Holsteen, progettato dall'ingegnere navale Frederik Michael Krabbe, apparteneva alla Classe Dannebroge, e venne impostato presso il cantiere navale Nyholdm Dyd di Copenaghen il 23 marzo 1770, varato l'11 aprile 1772, entrando in servizio attivo nella Kongelige danske marine nel 1774. Nel 1775, durante un viaggio in Norvegia, l'unità fu usata come nave comando per le unità di stanza a Trosvik (vicino alla foce del fiordo di Oslo), prima di ritornare a Copenaghen nel 1776. Dal 25 maggio 1776 al 16 luglio 1780 lo Holsteen, al comando del kaptajn Ulrik Christian Kaas, effettuò un viaggio che toccò Lisbona, la Costa d'Oro e Città del Capo. Al suo ritorno nel luglio 1780, svolse compiti di guardia a Øresund, al largo di Copenaghen, fino al 24 ottobre 1780.
Dal 1782 al 1783 lo Holsteen navigò con la squadra navale neutrale. Fu membro di una squadra navale da giugno a ottobre 1794 a Øresund e l'anno successivo, nel 1795, salpò con una squadra navale da Øresund e navigò nel Mare del Nord.
Nel 1801 fu equipaggiata come nave da blocco e partecipò alla battaglia di Copenaghen il 2 aprile, posizionata all'estremità settentrionale della linea difensiva tra la Infødstretten e il Søhesten. Per un breve periodo lo Holsteen, formalmente al comando del kaptajn Jacob Arenfelt, fu nave ammiraglia della flotta danese, e verso le 14:15 il suo capitano fu costretto a sparare sugli inglesi.
Il 12 aprile gli inglesi trasferirono la nave, ribattezzata HMS Holstein in Gran Bretagna. L'unità trasportò i feriti e salpò in compagnia dei vascelli Monarch e Iside, anch'essi carichi di feriti. Arrivò a Yarmouth il 22 aprile e vi rimase in posizione di riserva fino al luglio 1802, quando il vascello si trasferì a Chatham il 16 ottobre 1802 e vi restò in deposito.
Tra marzo e settembre 1805 fu sottoposta a lavori di raddobbo presso il cantiere navale Perry & Co., di Blackwell,  al costo di 22.022 sterline, e venne ribattezzata HMS Nassau entrando in servizio nel mese di settembre sotto il comando del post captain Robert Campbell, salpando per il Mare del Nord.
Il 18 aprile 1806 il Nassau, in compagnia dei vascelli Majestic, Agincourt, Dictator, delle fregate Orpheus, Sparrow, e del cutter armato Florence catturò la galliota prussiana Jonge Bartels. Cinque giorni dopo il Nassau catturò il Vissery. Poi, poco più di una settimana dopo, il 2 maggio, Nassau e Stately catturarono il Nicholai e Martha. Diverse altre navi da guerra britanniche hanno condiviso i proventi del premio. Tra maggio e giugno 1807 il Nassau scortò un convoglio a Madeira.
Nella tarda estate del 1807 ritornò a Copenaghen dove partecipò alla seconda battaglia di Copenaghen. Dopo la resa della flotta danese il Nassau, il 21 ottobre 1807, fu una delle navi che scortarono le navi danesi che si erano arrese da Holmen a Kronborg, navigando quindi in quelle acque fino al febbraio 1809. Il 22 marzo 1808 il Nassau e il similare Stately distrussero il vascello di linea danese Prinds Christian Frederik, al comando del kaptajn Carl Wilhelm Jessen, durante la battaglia di  Zealand Point. Il 19 aprile 1808 Stately e Nassau catturarono i velieri danesi Industrie e Haabet Anker.
La mattina del 1º settembre 1809, il Nassau scortava un convoglio di East Indiamen nel canale della Manica quando avvistò il trabaccolo corsaro francese Jean Bart di Saint Malo. Tale nave era armata con quattro cannoni e aveva un equipaggio di 25 uomini, ed era al comando dell'Enseigne de vaisseau Louis Ollivier Pilvesse. Il Jean Bart era salpato cinque giorni prima dall'Île-de-Batz e non aveva ancora effettuato catture.
Il Nassau fu messo in disarmo a Chatham nel settembre 1809. Nel marzo dell'anno successivo fu trasformata in nave prigione sotto il comando del tenente William Field, che la comandò fino a quando non fu venduta per la demolizione, alla cifra di 2.510 sterline, il 3 novembre 1814.

### Annotazioni
1. ↑  Era un piede più stretta delle navi della Classe Oldenborg, altrimenti identiche.
2. ↑  Fu l'unica delle navi di linea danesi che gli inglesi scelsero di mantenere in servizio, in quanto consideravano tutto il resto poco più che batterie galleggianti.
3. ↑  Durante lo scontro il Nassau ebbe un morto e sedici feriti tra i membri del suo equipaggio.

### Fonti
1. ↑  Colledge, Warlow 2006, p. 277.
2. 1 2 3  Tree Decks.
3. 1 2 3 4 5 6 7 8  Tree Decks.
4. 1 2  Lyon, Winfield 2004, p. 50.
5. ↑  Record card for Holsten (1772) and select Holsten (1772)
6. 1 2 3 4 5  Naval History.
7. 1 2 3  Winfield 2008, p. 108.
8. ↑  (EN) The London Gazette (PDF), n. 16235, 7 March 1809.
9. ↑  (EN) The London Gazette (PDF), n. 16209, 13 December 1808.
10. ↑  (EN) The London Gazette (PDF), n. 16081, 31 October 1807.
11. ↑  (EN) The London Gazette (PDF), n. 16137, 16 April 1808.
12. ↑  (EN) The London Gazette (PDF), n. 16204, 26 November 1808.
13. ↑  (EN) The London Gazette (PDF), n. 16295, 15 September 1809.